# Oligosita oceanica
Oligosita oceanica är en stekelart som beskrevs av Doutt 1955. Oligosita oceanica ingår i släktet Oligosita och familjen hårstrimsteklar. Inga underarter finns listade i Catalogue of Life.